# کارلوس کاسترو (بازیکن فوتبال، زاده ۱۹۹۵)
کارلوس کاسترو (انگلیسی: Carlos Castro؛ زادهٔ ۱ ژوئن ۱۹۹۵) بازیکن فوتبال اهل اسپانیا است.
از باشگاه‌هایی که در آن بازی کرده‌است می‌توان به باشگاه فوتبال لوگو، باشگاه ورزشی رئال مایورکا، باشگاه فوتبال الچه، و باشگاه فوتبال اسپورتینگ خیخون اشاره کرد.
وی همچنین در تیم ملی فوتبال زیر ۲۱ سال اسپانیا بازی کرده‌است.